# 安藤勲の土曜は最高MAX!
安藤勲の土曜は最高MAX!（あんどういさおのどようはさいこうマックス!）は、YBCラジオで2009年4月4日より毎週土曜 7:00 - 10:00に放送されている朝ワイド番組。

## 概要
それまで放送されていた『陣内倫洋の土曜モー!』に変わり、同年4月5日に『安藤勲の土曜は最高!』（あんどういさおのどようはさいこう!）として毎週土曜 7:00 - 9:00に放送されていたが、『SATURDAY RADIO HEAVEN 土曜はいっしょに…。』の打ち切りに伴い、放送時間を90分拡大し、2009年4月4日に現タイトルに改題。2011年10月8日より放送時間が30分短縮されて、現在に至る。

## パーソナリティー
- 安藤勲（元山形放送アナウンサー、現山形放送論説委員）

## 主なコーナー
- 今週のリクエストテーマ音楽
- 海外リポート
- コロラドリポート
- みんなで歌おう 童謡・愛唱歌

## 内包ネット番組

### 現在
- 8時台:日本全国8時です（JRN）

### 過去
- 8時台前半:証券知識普及プロジェクトpresents あなたに+PLUS!資産運用→家族に+PLUS!三世代ディズニー（JRN）
- 8時台後半:ちょっと森林のはなし（JRN）
- 9時台前半:トヨペットナイスミドル応援団（NRN）
- 9時台後半:録音風物誌（火曜会）